# بيتي بيلمونت
بيتي بيلمونت (بالإسبانية: Pere Belmonte Rincón)‏ هو لاعب كرة قدم ومدرب كرة قدم إسباني في مركز الوسط، ولد في 13 سبتمبر 1973 في ساباديل في إسبانيا. لعب مع ريال جيان ونادي إيركوليس ونادي بادالونا ونادي ساباديل ونادي لاردة.